# دير مار يعقوب
دير مار يعقوب المقطع، دير أثري عريق من القرن السادس الميلادي، يتميز بفن عمارته البديعة، يقع في الشمال الغربي لبلدة قارة في محافظة ريف دمشق على بعد نحو 2كم خارجها، في أرض جرداء، ويبعد عن دمشق نحو 92كم شمالاً. يتبع مطرانية «حمص وحماه ويبرود» للروم الملكيين الكاثوليك وكان مركزا أسقفيا فيه مدرسة لتنشئة الرهبان ومكانا لكتابة المخطوطات ومخصصا لراهبات الوحدة الإنطاكية، كرُس على اسم القديس الشهيد يعقوب الفارسي المقطع.
وقد انطلق من هذا الدير الراهب موسى الحبشي ليؤسس ديره شرقي النبك، كما انطلق منه الكثير من الرهبان ليؤسسوا أديرتهم في المنطقة.

## يعقوب المقطع
تعود قصة يعقوب المقطع الذي عاش في القرن الخامس للميلاد في مدينة لابات ناحية سوز، في بلاد فارس، وكان ينتمي لأسرة مسيحية غنية، اعتنق الوثنية بداية متأثراً بصديقه الشاه يزدجرد الأول «سكراد بن صافور» 399 - 425 م، ثم اعتنق المسيحية بعدما أقنعته أمه وزوجته.
انخرط في خدمة الملك، واستمالته حياة الرغد والمتعة في بلاط الساسانيين، ولم يتوان كسباً للحظوة عند الملك عن التآلف مع الديانة الرسمية للفرس وهي الزرادشتية في تلك الأيام، ما جعله ينحرف عن إيمانه المسيحي. عرفت أمه وزوجته بتبنيه ديانة الفرس فوجهتا إليه رسالةً تعبران فيها عن حزنهما الشديد أمام تخاذله وتتوسلان إليه العودة إلى دينه، وتهددانه بالانفصال عنه نهائياً إذا تمادى في جحوده، وكان لهذه الرسالة أثر صاعق على يعقوب فعاد مجاهراً بإيمانه المسيحي، لكن الملك يزدجرد عرف بأمره ولم ينجح في استمالته، فكان الأمر بتقطيعه إلى 29 قطعة، ليستشهد في 27 تشرين الأول من سنة 420 م، وحمل لقب المقطع منذ تنفيذ الحكم فيه.
وحدث هذا في بابل على الفرات فأخذ المؤمنون بالحصول على جثمانه ولملمة أطرافه لتوارى الثرى، فتوزعت أطرافه في الكثير من أنحاء العالم، ويقال إن رأسه دفن في روما وعظامه في البرتغال، وفي قارة دفن أحد أصابعه.
تكريماً لذكرى يعقوب المقطع، بنيت باسمه عدة أديرة، ضمت قطعاً من أعضاء جسده، منها دير مار يعقوب المقطع في قارة، ويؤكد المؤرخ زكي سرور أن هذا الدير: يعود تاريخ بنائه إلى القرن السادس الميلادي، وشيد في عهد الإمبراطورية الرومانية، على أنقاض حصن روماني قديم للمراقبة بني خلال القرن الأول للميلاد.

## تاريخ الدير
عاش الدير منذ تأسيسه في منتصف القرن السادس الميلادي عصره الذهبي، وأمته وفود الحجاج كأهم دير في منطقة القلمون إلى أن غزاه الملك الظاهر بيبرس عام 1266، فقتل الرهبان ونهب الدير.
كما يؤكد المؤرخ زكي سرور أن غزوةً من التركمان هاجمت الدير في القرن التاسع الهجري أي الخامس عشر الميلادي وهو ما أكده المؤرخ ابن قاضي شهبا في كتابه أيضاً، ثم تعرض إلى هجمات محلية صغيرة إلى أن دخله الجنود العثمانيون عام 1600، وذبحوا 120 من رهبانه ونهبوا ما فيه.
وتعرض للعديد من الأعمال العنيفة حتى منتصف القرن العشرين عندما أغلق الدير تماماً.

## ترميم الدير
بعد تعرض الدير لعدة نكبات عاشت الحياة الرهبانية فيه حياةً متقطعة وشهد عدة محاولات للترميم لكنها لم تنجح، فمنذ 1730 وحتى 1850 بقي الدير مهجوراً بشكل شبه تام، وفي عام 1930 توفي آخر كاهن مقيم فيه، وبقي مهجوراً إلى أن أتت الأم أغنس مريم الصليب في تسعينات القرن الماضي ونجحت في إعادة الحياة إلى المكان، بعد أن مضت بروتوكولاً خاصاً في شباط عام 1994 مع المطرانية المسؤولة عن المكان يقضي بتقديم المطرانية للمكان مع كامل الأملاك الموقوفة لصالحه، على أن ترممه الأم أغنيس مريم الصليب وتبقى مشرفةً عليه.
«كنت في طريقي من دمشق إلى حمص، عندما مررنا بهذا المكان، وكان في حالةٍ يرثى لها، لكن شيئاً ما تحرك في داخلي نحوه لذا قررت العودة لأرى ما الذي يمكننا أن نفعله»
تشير الأم أغنيس إلى أن أعمال الترميم بدأت منذ العام 1992، وانتهت بشكل تقريبي عام 2000، مع مجموعة من المتطوعين من أهل القرية، الذين قرروا المساعدة في إعادة الحياة لهذا الدير ليكون مركزاً ليس فقط لوحدة الكنيسة إنما لوحدة الأديان، تماماً كما كانت دعوة القديس الذي سمي الدير باسمه.

## الدير في الوقت الراهن
تضج الحياة اليوم في الدير الذي كان مهجوراً، فوجود قسمٍ للإقامة فيه، وموقعه المميز في منطقةٍ تمتاز بجمال طبيعتها على حدود البادية السورية، جعله مقصداً لكل من يطلب الهدوء والعزلة والسكينة الروحية، وهو ما يدعمه الدير من خلال وجود دروس خاصة بهذا المجال فيه، كما أنه مفتوح لمختلف الناس ومن مختلف المذاهب والطوائف والأديان، فانعقد فيه خلال صيف عام 2009، اجتماعات حوار استمرت عدة أيام بين مجموعة من النساء المسلمات القادمات من لبنان، وراهبات الدير، كل هذا يصب في خدمة الرسالة التي تركها القديس الذي شيد الدير على اسمه.
كما يساعد القائمين على الدير أنه مكتفٍ ذاتياً فهو يحوي مزرعة صغيرة، إضافة إلى وقف ممتد على مساحات واسعة في محيطه مزروع بالأشجار المثمرة، وفيه نبع للماء، ما يجعل الزائر أو المقيم في غنى عن الخروج منه نظراً لتوافر حاجاته فيه.

## معالم الدير
تختلط فنون العمارة داخل الدير بحسب الأزمنة والحضارات التي تعاقبت عليه، فهو يتألف من بوابةٍ مرتفعة معقودة بقوس مدببة، تعلوها شرفتان ترمزان إلى مصبات الزيت، ويحوي برجاً ضخماً يتألف من أربعة طوابق قواعده من العهدين الروماني والبيزنطي وكان يستخدم لمراقبة القوافل التجارية بين بعلبك ودمشق، كما يحوي كنيسة قديمة وإلى جانبها قبو الشهداء وفيه توجد رفاة القديس يعقوب، وللقبو باب صغير مبني بحسب التقليد السرياني، وبمحاذاة القبو تقع دار مار يعقوب وسميت كذلك لأنها متاخمة للكنيسة وتلف الدار أقواس أيوبية.
يوجد داخل الدير كذلك طاحونة ماء، وإلى جانبها الكنيسة الكبرى التي تعتبر من أهم معالم الدير، وهي بوضعها الحالي ترقى إلى القرن العاشر الميلادي، وتقع في وسط الواجهة الشرقية من الجناح الشمالي للدير وتميل 35 درجة باتجاه الشمال، وهو الغريب على كنيسة بيزنطية ما يجعل فرضية وجود معبد قمري سابق للاستعمال المسيحي واردة جداً.
ويتخلل الجدار الشرقي خمسة إطارات بخمسة نوافذ أحدها مزخرفة والثانية تقع في وسط الجدار، أما المدخل فيتصل بممر طولاني يشطر الدير إلي قسمين: الأيمن يكوّن مدخل الباحة، والأيسر يحتوي على أربعة غرف يتم الصعود لمدخله بواسطة درج يؤدي إلى بهو فيه غرفتان ويؤدي أيضا إلى سطح البرج العلوي.
كما يحوي الدير مغارة كبيرة، وإلى اليسار منها مغارة أخرى صغيرة، والظاهر أنهما استخدمتا لتخزين المؤونة، وفي آخر المغارة الكبرى يوجد نفق يغور 13 متراً في الأرض يقال إنه يصل الدير ببلدة قارة عبر أنفاق ودهاليز.
ومع انتهاء أعمال ترميم الدير شهد توسعاً ليحوي قاعة للمؤتمرات ونزلاً جديداً لاستقبال الضيوف والراغبين في قضاء وقت من العزلة الروحية في هذا المكان، بعيداً عن صخب المدن والفوضى.

## بناء الدير
استخدم في بنائه اللبن المجفف والحجارة، فبنيت واجهته الرئيسية من الحجر المنحوت أما الباب فيعلوه ساكف، وفي الطرف الجنوبي يوجد جدار نصفه السفلي من الحجر الغشيم والعلوي من اللبن، فيما بنيت الزاوية الجنوبية الشرقية من الحجر المنحوت، أما البرج فقد توضع في الزاوية الجنوبية الغربية من الدير.